# Грейт-Бласкет
Грейт-Бласкет (ирл. An Blascaod Mór, англ. Great Blasket) — остров на юго-западе Ирландии, графство Керри, самый большой из островов Бласкет. Остров сейчас необитаем, но посетители могут прибывать на него на пароме.

## География
Грейт-Бласкет покрыт обыкновенным утёсником, дроком и вереском. На нём водятся кролики; при этом на острове никогда не водились ни лягушки, ни зайцев, ни горностаи.

## История
Согласно The Ancient and the Present State of the County of Kerry (1756) Чарльса Смита, остров был необитаем до 1710 года, если не считать монахов, живших тут в древние времена. Однако, есть записи о том, что люди жили тут в 1597 году. В 1840 году здесь жило примерно 150 человек, после Голода их стало около 100. В 1916 году остров достиг пика населения, 176 человек; дальше до 1953/54 годов был упадок, и в итоге остров был покинут.

## Галерея

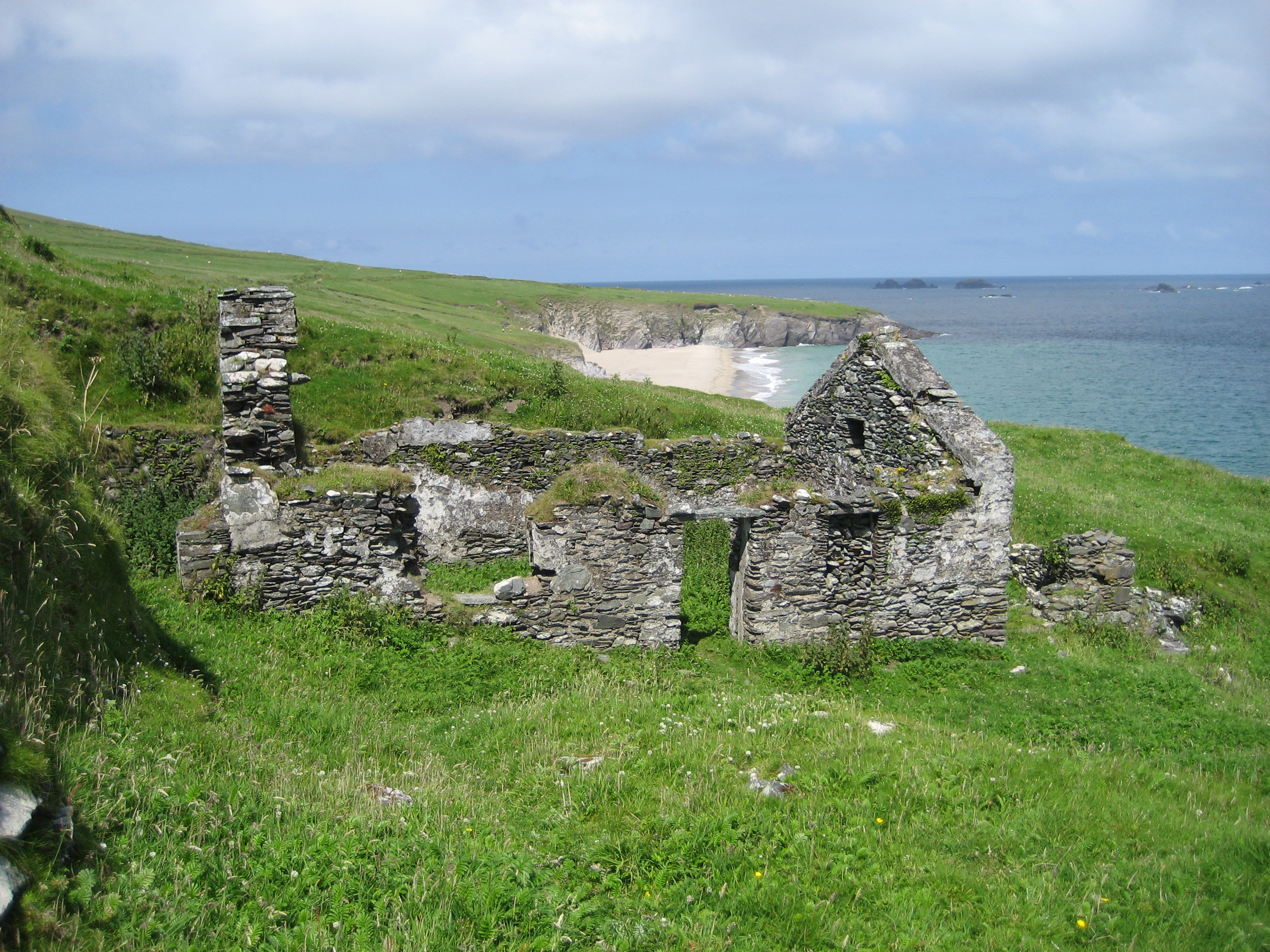
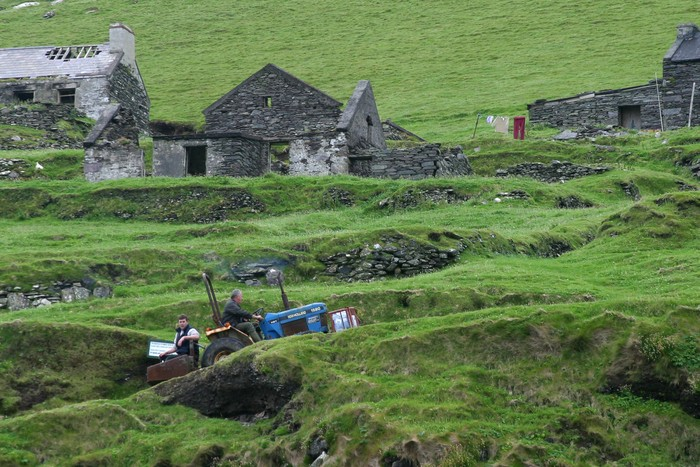